# Hypselosoma mandjeliensis
Hypselosoma mandjeliensis  (лат.) — вид хищных клопов рода Hypselosoma из семейства Schizopteridae. Эндемики Новой Каледонии (Океания), на высоте 700-900 м. Тело мелкое, компактное, длина 1-2 мм. Длина задней голени самцов — 0,67 мм, ширина переднегрудки в среднем 0,81 мм.
Лабиум 4-члениковый. 1-й и 2-й членики усиков короткие. Голова направлена вниз, глаза крупные. Гениталии самцов асимметричные. Вид был впервые описан в 2013 году австралийским энтомологом Лайонелом Хиллом (Lionel Hill; Девонпорт, Тасмания, Австралия). Название таксона Hypselosoma mandjeliensis дано по имени места нахождения типовой серии (Mandjelia).